# Гарбана (Павија)
Гарбана је насеље у Италији у округу Павија, региону Ломбардија.
Према процени из 2011. у насељу је живело 323 становника. Насеље се налази на надморској висини од 107 м.